# Teoria da verdade padrão
Teoria da verdade padrão (Truth-default theory em inglês), conhecida também como teoria do pressuposto da verdade ou teoria da verdade por omissão é um conceito da psicologia social que descreve a tendência de passivamente considerarmos as pessoas confiáveis ou honestas a princípio, a menos que a suspeita e a desconfiança sejam ativamente desencadeadas. Este fenômeno seria importante para a manutenção da vida em sociedade, pois se a desconfiança ao invés da confiança fosse assumida como padrão nas interações humanas, as pessoas não se sentiriam confortáveis o suficiente para iniciar ou fazer negócios com estranhos, os pais não deixariam seus filhos sozinhos com treinadores ou professores, e talvez nem se quer houvessem pessoas interessadas a se tornarem treinadores ou professores, por temerem serem vítimas de alguma acusação sem fundamento. E de fato, na maioria das situações envolvendo interações humanas, as pessoas são mesmo sinceras, sendo uma minoria aquelas situações onde uma pessoa tenta ativamente enganar a outra. Logo, o pressuposto se fundamenta na experiência humana. No entanto, uma consequência dessa tendência é a de que somos muito melhores em ientificar quando alguém está dizendo a verdade do que quando não está. Ou seja, é mais fácil identificar um ato de honestidade e sinceridade do que uma atitude ativa de enganação.